# Плотников, Дмитрий Михайлович
Дмитрий Михайлович Плотников — советский хозяйственный, государственный и политический деятель, Герой Социалистического Труда.

## Биография
Родился в 1931 году на территории современной Витебской области. Член КПСС.
С 1955 года — на хозяйственной, общественной и политической работе. В 1955—2010 гг. — строитель в системе ордена Ленина треста № 96 Главсибстроя Министерства строительства СССР, бригадир комплексной бригады строительного управления № 1 треста «Кемеровохимстрой» Министерства строительства предприятий тяжёлой индустрии СССР, член Совета старейшин при губернаторе Кемеровской области.
Указом Президиума Верховного Совета СССР от 12 февраля 1981 года за выдающиеся успехи, достигнутые при строительстве комплекса по производству минеральных удобрений в Кемеровском производственном объединении «Азот», присвоено звание Героя Социалистического Труда с вручением ордена Ленина и золотой медали «Серп и Молот».
Делегат XXVI и XXVII съездов КПСС.
Почётный гражданин города Кемерово и Кемеровской области.
Живёт в Кемерово.